# Відносини між Україною та ДР Конго
Відносини між Україною та Демократичною Республікою Конго було встановлено 13 квітня 1999 року, коли ДР Конго визнала незалежність України.
Інтереси громадян України в ДР Конго захищає Посольство України в Сенегалі. В ДР Конго діє Почесне консульство України в Демократичній Республіці Конго. 
З 2012 по 2022 рік Україна брала участь в операції ООН в ДР Конго.